# تيم ميلر
تيموثي ميلر (بالإنجليزية: Tim Miller)‏ هو مخرج وفنان تأثيرات بصرية أمريكي. رشح لجائزة الأوسكار لأفضل فيلم رسوم متحركة قصير.

## المهنة
في عام 1995 شارك ميلر في تأسيس استوديو بلور رفقة ديفيد ستينت وكات تشابمان. يختص الاستوديو بالتصميم والتأثيرات البصرية والرسوم المتحركة. تم ترشيح ميلر وجيف فاولر لجائزة الأوسكار عام 2005 لأفضل فيلم رسوم متحركة قصير في الفلم القصير غوفر بروك.

## روابط خارجية
- تيم ميلر على موقع IMDb (الإنجليزية)
- تيم ميلر على موقع روتن توميتوز (الإنجليزية)
- تيم ميلر على موقع ألو سيني (الفرنسية)
- تيم ميلر على موقع أول موفي (الإنجليزية)
- تيم ميلر على موقع قاعدة بيانات الأفلام السويدية (السويدية)
- تيم ميلر على موقع قاعدة بيانات الفيلم (الإنجليزية)
- تيم ميلر على موقع كينوبويسك (الروسية)